# Orgilus meifengensis
Orgilus meifengensis är en stekelart som beskrevs av Chou 1995. Orgilus meifengensis ingår i släktet Orgilus och familjen bracksteklar. Inga underarter finns listade i Catalogue of Life.